# Смольная (приток Выга)
Смольная — река в России, протекает по территории Медвежьегорского района Карелии. Берёт начало из Смольного озера, впадает в Выг на 84 км по левому берегу. Длина реки — 10 км.

## Данные водного реестра
По данным государственного водного реестра России, относится к Баренцево-Беломорскому бассейновому округу, водохозяйственный участок реки — бассейн озера Выгозеро до Выгозерского гидроузла, без реки Сегежа до Сегозерского гидроузла, речной подбассейн отсутствует. Речной бассейн реки — бассейны рек Кольского полуострова и Карелии, впадает в Белое море.